# 日本青眼魚
日本青眼魚為輻鰭魚綱仙女魚目青眼魚亞目青眼魚科的一種，分布於西北太平洋日本海域，屬深海底棲性魚類，深度可達350公尺，棲息在底層水域，生活習性不明。

## 擴展閱讀
維基物種上的相關：日本青眼魚